# اچ‌ام‌اس پرل (۱۸۵۵)
اچ‌ام‌اس پرل (۱۸۵۵) (به انگلیسی: HMS Pearl (1855)) یک کشتی بود که طول آن ۲۲۵ فوت ۳ اینچ (۶۸٫۶۶ متر) بود. این کشتی در سال ۱۸۵۵ ساخته شد.